# John Himmelstrand
John Sebastian Himmelstrand, född den 27 januari 1885 i Dorotea församling, Västerbottens län, död den 15 februari 1968 i Uppsala, var en svensk präst. Han var far till Ulf Himmelstrand.
Himmelstrand, som själv var prästson, avlade teologie kandidatexamen 1909. Han prästvigdes samma år och blev pastorsadjunkt i Dorotea församling. Efter att 1910–1938 ha verkat som missionär på olika ställen i Indien (som föreståndare av Tirupattur missionsstation 1912–1913, i Virudupatti missionsdistrikt 1914–1916, som föreståndare för Shiyali skola och gosshem 1916–1919, vid Dindigul missionsstation 1921–1923, som föreståndare för Virudhunagars missionsstation 1923–1925, jämte sin hustru som föreståndare för Usilampattis missionsstation 1925–1938) var Himmelstrand kyrkoherde i Ramsele församling 1939–1954. Han blev ledamot av Vasaorden 1947. Himmelstrand vilar på Uppsala gamla kyrkogård.